# Conicokurnubia
Conicokurnubia es un género de foraminífero bentónico de la subfamilia Kurbuniinae, de la familia Pfenderinidae, de la superfamilia Pfenderinoidea, del suborden Orbitolinina y del orden Loftusiida. Su especie tipo es Conicokurnubia orbitoliniformis. Su rango cronoestratigráfico abarca desde el Oxfordiense hasta el Kimmeridgiense (Jurásico superior).

## Discusión
Clasificaciones previas incluían Conicokurnubia en la superfamilia Ataxophragmioidea, así como en el suborden Textulariina del orden Textulariida o en el orden Lituolida.

## Clasificación
Conicokurnubia incluye a la siguiente especie:
- Conicokurnubia orbitoliniformis